# 海軍上將

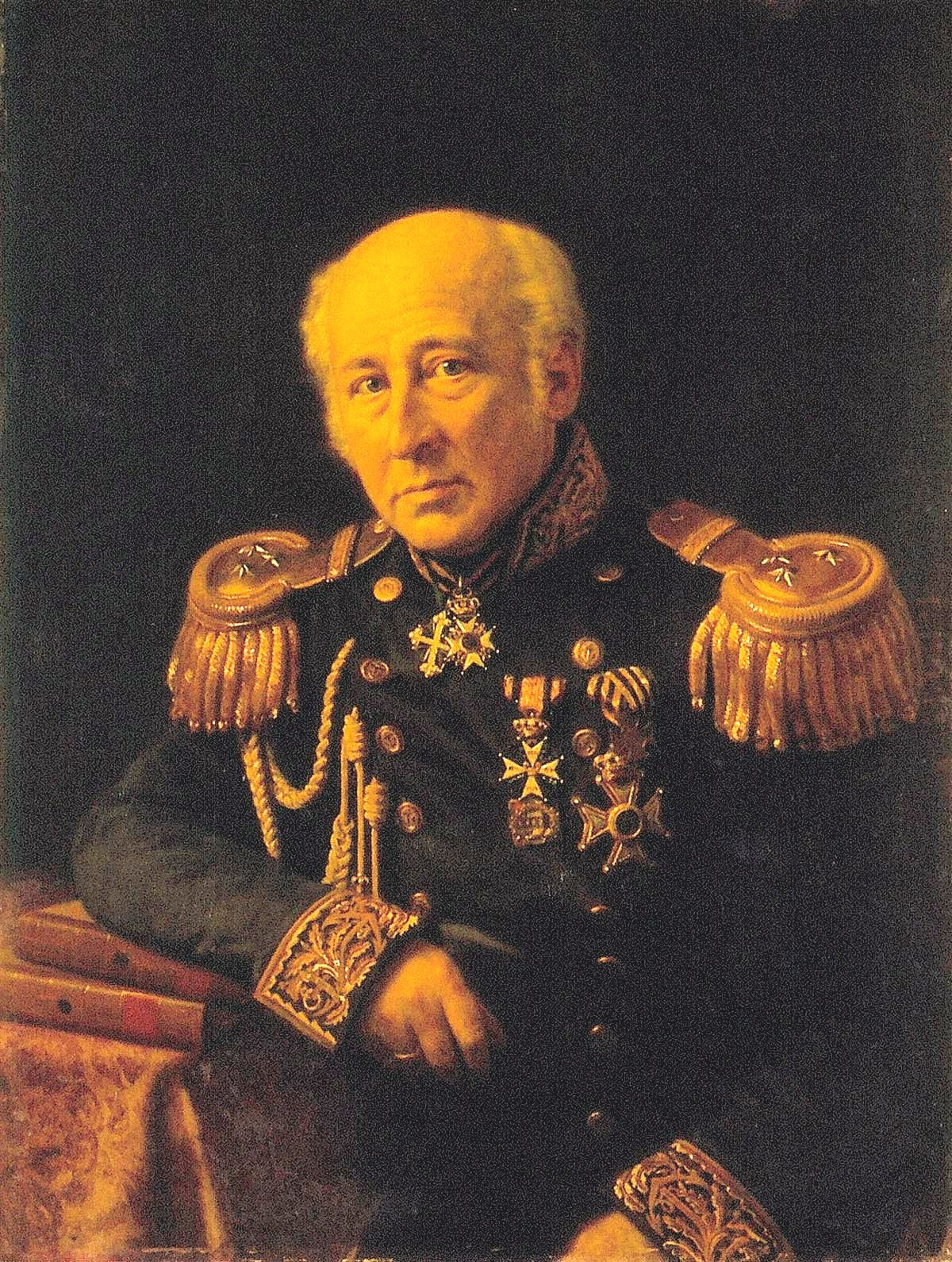
海军上将J.F.D. 博里丘斯先生的画像

海軍上將（英語：admiral，縮寫為 Adm 或 ADM） ，是一個軍階，在多數國家是海軍最高的軍階。在北約國家中，這個階級相當於OF-9。在部份國家的海軍中，尚於上將之上設有海軍大將。

## 歷史
這個軍階的名稱，起源自西西里島，稱海軍將領為阿拉伯語：（amīr al-baḥr），意為海上指揮官。這個阿拉伯文名稱的字根來自於拉丁語：（有指揮能力的）或（負責指揮的）。它可能是直接來自拉丁文，或是由鄂圖曼土耳其帝國的海軍軍階miralay衍生而來。西西里國王魯傑羅二世使用、（古典拉丁文為admiratus admiratorum）作為海軍將軍頭銜。
在英國皇家海軍使用這個頭銜作為軍階之後，傳播至世界各地的海軍系統中。1297年，英王爱德华一世首次頒授這個軍階。

## 各国海军上将
- 中国人民解放军海军上将
- 美國海軍四星上將列表（英语：List of United States Navy four-star admirals）
- 英國皇家海軍上將列表（英语：List of Royal Navy admirals）
- 德國聯邦國防軍陸軍上將與海軍上將列表（德语：Liste der Generale und Admirale der Bundeswehr）